# Plains (Montana)
Pour les articles homonymes, voir Plains.
Plains est une municipalité américaine située dans le comté de Sanders au Montana. Selon le recensement de 2010, sa population est de 1 048 habitants. La municipalité s'étend sur 0,60 milles carrés (1,55 km2).
La localité est fondée en 1883 sur le Northern Pacific Railway. Son nom est progressivement raccourci, passant de Wild Horse Plains à Horse Plains puis Plains.